# Sphaerium biwaense
Sphaerium biwaense е вид мида от семейство Sphaeriidae.

## Разпространение
Видът е разпространен в Япония (Кюшу и Хоншу).